# Black Orchids
Black Orchids is een Amerikaanse dramafilm uit 1917 onder regie van Rex Ingram. De film is wellicht zoekgeraakt.

## Verhaal
Een diplomaat en zijn zoon Ivan zijn beiden verliefd op de waarzegster Zoraida. De vader stuurt zijn zoon weg naar het front, maar Zoraida valt voor een markies. De diplomaat wil zijn rivaal vergiftigen, maar hij loopt in zijn eigen valstrik en sterft. Bij zijn terugkeer ontdekt Ivan dat Zoraida getrouwd is met de markies. Hij krijgt het met hem aan de stok en brengt hem een fatale verwonding toe in een duel. Vlak voor zijn dood neemt de markies nog wraak op Zoraida en Ivan.

## Rolverdeling
| Acteur           | Personage                      |
| ---------------- | ------------------------------ |
| Cleo Madison     | Marie de Severac / Zoraida     |
| Dick La Reno     | Emile de Severac               |
| Francis McDonald | George Renoir / Ivan de Maupin |
| Wedgwood Nowell  | Markies de Chantal             |
| Howard Crampton  | Sebastian de Maupin            |
| William Dyer     | Eigenaar van L'Hibou Blanc     |
| John George      | Ali Bara                       |